# ويلي أندريسن
ويلي أندريسن (بالنرويجية البوكمول: Willy Andresen)‏ هو عازف جاز وملحن نرويجي، ولد في 18 أكتوبر 1921 في أوسلو في النرويج، وتوفي في 17 يونيو 2016.

## وصلات خارجية
- ويلي أندريسن على موقع ميوزك برينز (الإنجليزية)
- ويلي أندريسن على موقع ديسكوغز (الإنجليزية)